# Gallia Aquitania
Gallia Aquitania var en provins i Romerriget, som lå i den sydvestlige del af nutidens Frankrig. Den grænsede til provinserne Gallia Lugdunensis, Gallia Narbonensis og Hispania Tarraconensis. Gallia Aquitania blev en kejserlig provins under Augustus, under en tidligere pretor, og holdt ingen legioner.
Under Diokletians omorganisering af provinserne blev Gallia Aquitania inddelt i tre provinser: Aquitania Prima, Aquitania Secunda og Aquitania Tertia eller Aquitania Novempopulania (nu Gascogne).
I 418 gav kejser Honorius visigoterne land i Aquitania. Dette blev antagelig gjort under hospitalitas, reglerne for indkvarterede soldater. Disse bosættelser blev kernen i det visigotiske kongedømme, som senere blev udvidet over Pyrenæerne ind på Den iberiske halvø.